# Scorpaenopsis longispina
Scorpaenopsis longispina és una espècie de peix pertanyent a la família dels escorpènids.
Fa 9,2 cm de llargària màxima i té 24 vèrtebres.
És un peix marí, demersal i de clima tropical que viu entre 6-27 m de fondària. Es troba a l'Índic occidental: des de Maurici fins a KwaZulu-Natal (Sud-àfrica), incloent-hi, probablement també, Reunió i Madagascar. És inofensiu per als humans.